# Radikal 113
Radikal 113 mit der Bedeutung „Vorfahren, zeigen, verehren“ ist eines von 23 der 214 traditionellen Radikale der chinesischen Schrift, die mit fünf Strichen geschrieben werden.
Mit 63 Zeichenverbindungen in Mathews’ Chinese-English Dictionary gibt es viele Schriftzeichen, die unter diesem Radikal im Lexikon zu finden sind.
Das Schriftzeichen entwickelte sich aus der bildlichen Darstellung eines Altars. In der Siegelschrift-Form ist ein T-förmiger Tisch zu erkennen, über dem ein kurzer horizontaler Strich die Opfergaben für die Geister andeutet. 示 hat daher mit Geister-Angelegenheiten zu tun, drückt Mysteriöses, dem Aberglauben Verbundenes aus. Die meisten von 示 regierten Zeichen haben das Bedeutungsfeld „Religiöses, Geister“ wie zum Beispiel 祭 (ji = Gedenkfeier veranstalten, Opfer bringen). Es zeigt in seiner alten Siegelform oben links Fleisch (肉 rou), rechts daneben eine Hand (手 shou) und darunter den Altar (示 in seiner Urform). Hier wird also das Opfern deutlich in Form eines kombinierten Zeichens beschrieben. 祟 (sui = Gespenst) bedeutet ursprünglich von Geistern verursachtes Unglück, 禁 (jin = verbieten) bedeutete. 林 (lin) fungiert hier nur als Lautträger.
Unter den Zeichen, die 示 als Komponente enthalten, finden sich auch solche, die mit Geistern und Glaubenssachen nichts zu tun haben wie zum Beispiel 佘 (Xu, ein Familienname), das aus einem ähnlich aussehenden Zeichen hervorging, und 票 (piao = Karte, Zettel), das ursprünglich anders aussah, im unteren Teil das Feuer (火) führte, und 禀 (bng Bericht an einen Vorgesetzten) u. a. Hier ist 示 nur allgemeine Komponente.
Schreibvariante des Radikals: 礻, steht immer links in Verbindungen; 4 Striche.

Die Variante 礻 ist ähnlich dem Katakanazeichen ネ „ne“.
Das Radikal 113 礻 (fünf Striche) sollte nicht mit dem Radikal 145 衤 (sechs Striche) verwechselt werden.

## Schriftzeichenverbindungen, die vom Radikal 113 regiert werden
| Striche | Zeichen                                                        |
| ------- | -------------------------------------------------------------- |
| +0      | 示 礻                                                          |
| +01     | 礼                                                             |
| +02     | 礽                                                             |
| +03     | 社 礿 祀 祁 祂 祃                                              |
| +04     | 祄 祅 祆 祇 祈 祉 祊 祋 祌 祍 祎                               |
| +05     | 祏 祐 祑 祒 祓 祔 祕 祖 祗 祘 祙 祚 祛 祜 祝 神 祟 祠 祡 祢    |
| +06     | 祣 祤 祥 祦 祧 票 祩 祪 祫 祬 祭 祮 祯                         |
| +07     | 祰 祱 祲 祳 祴 祵 祶 祷 祸                                     |
| +08     | 祹 祺 祻 祼 祽 祾 祿 禀 禁 禂 禃 禄                            |
| +09     | 禅 禆 禇 禈 禉 禊 禋 禌 禍 禎 福 禐 禑 禒 禓 禔 禕 禖 禗 禘 禙 |
| +10     | 禚 禛 禜 禝 禞 禟 禠 禡 禢 禣                                  |
| +11     | 禤 禥 禦                                                       |
| +12     | 禧 禨 禩 禪 禫                                                 |
| +13     | 禬 禭 禮 禯                                                    |
| +14     | 禰 禱                                                          |
| +15     | 禲                                                             |
| +17     | 禳 禴                                                          |
| +18     | 禵                                                             |
| +19     | 禶 禷                                                          |

 Im Unicodeblock Kangxi-Radikale ist das Radikal 113 unter der Codepointnummer 12.144 (U+2F70) codiert.